# Иваново (Цивильский район)
Ива́ново (чув. Йӑвански, Йăванкасси) — село в Цивильском районе Чувашской Республики в составе Опытного сельского поселения.

## География
Расстояние до Чебоксар 42 км, до районного центра — города Цивильск — 5 км, до железнодорожной станции 11 км. Село расположено на берегах реки Малый Цивиль.

### Административно-территориальная принадлежность
В XVIII веке в составе Цивильской волости Цивильского уезда, с 1927 года — в составе Цивильского района. Сельский совет: с 1 октября 1927 года — административный центр Ивановского сельского совета.

## История
Один из представителей рода помещиков Ама́чкиных — Иван Кириллович — кокшайский помещик, в 1656 году приобрёл землю при деревне Рындино Цивильского уезда; другой представитель — Яков Васильевич Амачкин — в 1685 году унаследовал цивильское имение отца — деревню Коловскую Иваново тож. Его сыновья — Фёдор Яковлевич (ок. 1680—1746) и Игнатий Яковлевич значатся как помещики села Иваново. И. Я. Амачкин в 1714—1730-е годы содержал в селе Иваново винокурню производительностью 1000 вёдер хлебного вина. В 1781—1782 гг. согласно «Ведомости о наместничестве Казанском» с. Иваново Цивильского уезда владел Пётр Васильевич Амачкин, отставной подпорутчик.

Жители села — русские, до 1861 года — помещичьи крестьяне Амачкиных, Грязевых, Марковых,  Колбецких и других; занимались земледелием, животноводством. В 1811—1925 годах функционировал храм во имя Николая Чудотворца (каменный, тёплый, построен в 1811 году на средства помещицы Ал. Амачкиной, двухпрестольный: главный престол — во имя Святого Николая Чудотворца, придел — во имя Святого великомученика Георгия Победоносца), с 1870 года — начальное народное училище, с 1874 года — мужское земское училище, с 1902 года — женское земское училище, с 1912 года — смешанное училище, с 1932 года — 7-летняя школа. В 1930 году образован колхоз «1905 год».

## Название
Название — антропоним.

### Прежние названия
Исторические названия: Ива́ново-Нико́льское; Никола́евское (Никольское), Иваново тож; чув. Йăвански Сали (1923, 1927).

## Население
| 2010 | 2011 | 2012 | 2014 | 2016 |
| ---- | ---- | ---- | ---- | ---- |
| 128  | ↘118 | →118 | ↗120 | ↘112 |

По данным Всероссийской переписи населения 2002 года в селе проживал 121 человек, преобладающие национальности — русские (35%) и чуваши (62%).

## Инфраструктура
Улицы: Зелёная, Озёрная, Полевая, Речная.

Переулок: Выселки.

## Памятники и памятные места
- Объект культурного наследия народов РФ регионального значения. Рег. № 211510267730005 (ЕГРОКН). Объект № 2100200000 (БД Викигида) Обелиск в память о вооруженном восстании крестьян в октябре 1905 года (Обелиск в честь героев Гражданской войны 1905 года[14]; ул. Речная, 55),
- Обелиск в честь героев Великой Отечественной войны (ул. Речная)[14].

## Люди, связанные с селом
- Викторов Александр Григорьевич (1925, Иваново, Цивильский уезд — 2003, Санкт-Петербург) — советский военный деятель, генерал-полковник (1992).
- Иванов Павел Иванович (1910, Иваново, Цивильский уезд — 1944, вблизи города Дьюла, Королевство Венгрия) — лейтенант Рабоче-крестьянской Красной Армии, участник Великой Отечественной войны, Герой Советского Союза (1945).